# Тікваніу-Мік
Тікваніу-Мік (рум. Ticvaniu Mic) — село у повіті Караш-Северін в Румунії. Входить до складу комуни Тікваніу-Маре.
Село розташоване на відстані 358 км на захід від Бухареста, 27 км на південний захід від Решиці, 78 км на південний схід від Тімішоари.

## Населення
За даними перепису населення 2002 року у селі проживали 362 особи, з них 357 осіб (98,6%) румунів. Рідною мовою 357 осіб (98,6%) назвали румунську.